# Guido Chiarelli
Guido Chiarelli (Caltanissetta, 24 settembre 1902 – Torino, 7 ottobre 1982) è stato un ingegnere italiano, pioniere nella storia dell'illuminazione pubblica torinese per i vari e innovativi impianti realizzati.

## Biografia

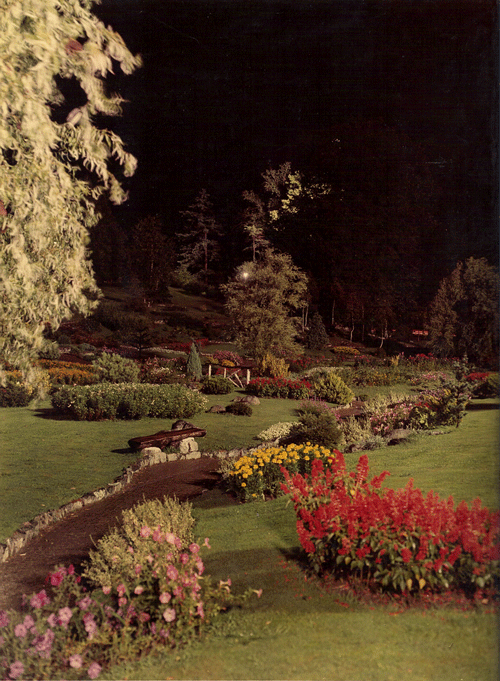
Illuminazione notturna del giardino roccioso al Parco del Valentino (Torino), realizzata da Guido Chiarelli per la rassegna internazionale FLOR 61 nell'ambito dell'Expo 1961.

Nato a Caltanissetta nel 1902 da Angelo Chiarelli (1874) e Concetta Sanfilippo, iniziò gli studi all'Università di Palermo assecondando il desiderio del padre che lo voleva ingegnere minerario. Completò poi gli studi al Politecnico di Torino dove si laureò nel 1927, seguendo però il corso di laurea in ingegneria elettrotecnica.
A partire dal 1928 fu assunto al Comune di Torino, dove lavorò per quarant'anni e dove rivestì, dal 1956 al 1968, la qualifica di capodivisione.

Illuminazione notturna del Parco di Villa Genèro, a Torino, progettata da Guido Chiarelli per il centenario dell'Unità d'Italia.

Morì a Torino nel 1982.

## Carriera
Durante la sua carriera si occupò di impianti elettrici interni, impianti termici, gasdotti, orologi, semafori. Negli anni cinquanta progettò anche una colonnina luminosa segnaletica da posizionarsi alle fermate dei tram. Il suo nome però resta legato soprattutto all'illuminazione pubblica per le innovazioni da lui apportate agli impianti della città di Torino.
Un ruolo particolarmente significativo fu quello svolto durante le celebrazioni di "Italia '61" per il centenario dell'Unità d'Italia, quando molteplici nuovi impianti furono progettati e installati appositamente per l'occasione. La definizione di Torino come Ville Lumière italiana, che cominciava allora a circolare, diventò così più che mai appropriata. Con le moderne applicazioni e le intuizioni di Guido Chiarelli, per la prima volta l'illuminazione pubblica ebbe anche un risvolto artistico, come dimostrato in particolare dalle illuminazioni delle fontane e del giardino roccioso al Parco del Valentino, realizzate per l'esposizione universale del 1961, avvenimento che attirò oltre 4 milioni di visitatori nella prima capitale italiana. Sempre nel 1961, Guido Chiarelli realizzò il progetto di illuminazione della Mole Antonelliana, al termine dei lavori per la ricostruzione della guglia.
Nel 1958 fu insignito dell'onorificenza di Cavaliere e nel 1965 di quella di Ufficiale al merito della Repubblica Italiana.

## Posterità
Nel 2011, durante i festeggiamenti per il 150º anniversario dell'Unità d'Italia, la sua opera è stata ricordata a Torino in tre occasioni: con i cartelloni in piazza Carignano (giugno), al Lingotto - 8 Gallery (luglio) e nella celebrazione del 24 luglio alle Officine Grandi Riparazioni (organizzata dall'Associazione Amici di Italia 61 per il progetto Io c'ero): qui è stata anche letta la poesia Il Giardino Incantato a lui dedicata.
Ad Agliè il 9 giugno 2012, in occasione dell'assegnazione dei premi del concorso letterario Il Meleto di Guido Gozzano, Guido Chiarelli è stato ricordato con un secondo componimento poetico An Evening Sky, relativo alle opere di illuminazione da lui realizzate.
Il 3 luglio 2019, nel Parco del Valentino ha avuto luogo, in presenza delle autorità cittadine, la cerimonia per lo scoprimento di una targa commemorativa per il lavoro svolto da Guido Chiarelli dal 1928 al 1968 per Comune di Torino.
Il 4 gennaio 2021 la figlia Lidia ha presenziato lo scoprimento della nuova targa commemorativa all'ingresso del giardino roccioso al Valentino.
In occasione del 120º anniversario della sua nascita, nei salone aulico della Villa Amoretti di Torino, è stata organizzata la grande mostra Luci per la città che ha visto coinvolti circa settanta artisti.
Il 28 dicembre 2023 a Caltanissetta è stata inaugurata una targa commemorativa alla presenza del Prof. Enzo Falzone, storico e studioso della città, e delle autorità cittadine in particolare gli assessori Cettina Andaloro e Marcello Frangiamone.
Su interessamento di Marco D'Arma, Presidente del quartiere Provvidenza, la targa è stata posta in via Narese 27, dove Guido Chiarelli era vissuto fino al 1922.

A partire dal 2024 sono stati istituiti dei premi speciali - sul tema della luce - intitolati a Guido Chiarelli nell'ambito del Concorso Letterario Amilcare Solferini (Rodallo) e del Concorso Letterario Il Meleto di Guido Gozzano (Agliè).  .
In occasione della mostra L'istituzione a Torino dell'università e del politecnico presso la Circoscrizione 1 di Torino-Crocetta (31 ottobre-18 novembre 2024) il suo nome è inserito nella lista degli alunni illustri del Politecnico  di Torino.

A Caltanissetta il 24 maggio 2025 è stato ricordato dal prof. Enzo Falzone durante la conferenza Hanno reso grande Caltanissetta, ma i Nisseni non li conoscono ed è stato annunciato che sarà inoltrata domanda per l'intitolazione di una via in città.

## Pubblicazioni
- Il trattamento delle spazzature, "Torino" rivista mensile municipale, n. 7, 1931

Consultabile on line 
- L'illuminazione pubblica di Torino, "Torino" rivista mensile municipale, n. 6, 1933

Consultabile on line 
- La centrale telefonica automatica municipale, "Torino" rivista mensile municipale, n. 11, 1933

Consultabile on line 
- La segnalazione automatica degli incendi, "Torino" rivista mensile municipale, n. 11, 1934

Consultabile on line 
- Le piastre riflettenti per la segnalazione stradale notturna a riflessione, "L'Industria", n. 5, 1935
- Trazione elettrica ferroviaria per il nuovo mercato ortofrutticolo, "Torino" rivista mensile municipale, n. 12, 1935

Consultabile on line 
- Vivide luci sulla città, "Torino" rivista mensile municipale, n. 2, 1936

Consultabile on line 
- Illuminazione moderna, "Torino" rivista mensile municipale, n. 2, 1938, p. 55

Consultabile on line 
- Torino sotto la luce blu, "Il Fiduciario", luglio-settembre 1939.
- Il trattamento delle spazzature, "Rivista dell'Istituto Nazionale di Urbanistica", n. 2, 1939

Consultabile on line 
- L'oscuramento delle luci in caso di guerra, "Torino" rivista mensile municipale, n. 1, 1939[21]

Consultabile on line 
- Luci delle città, "Illustrazione d'Italia ", 6 ottobre 1946

Consultabile on line 
- Come si fabbrica il gas, "Torino" rivista mensile municipale, n. 2, 1949

Consultabile on line 
- Il consumo dell'energia elettrica a Torino nell'ultimo venticinquennio, "Torino" rivista mensile municipale, n. 7, 1951

Consultabile on line 

## Galleria d'immagini
| - Progetto di Guido Chiarelli per l'illuminazione della Mole Antonelliana, 1961 - Illuminazione della Mole Antonelliana cinquan'anni dopo, per i 150 anni dell'Unità d'Italia - Illuminazione di "Italia '61", c. Unità d'Italia, 1961 - Illuminazione della Chiesa della Gran Madre di Dio e del Ponte Vittorio Emanuele I, su progetto di Guido Chiarelli, anni '60 - Suggestivo scorcio del giardino roccioso al Parco del Valentino, illuminazione realizzata per Expo 1961 - Illuminazione della Fontana Angelica in Piazza Solferino su progetto di Guido Chiarelli - Illuminazione delle chiese di Santa Cristina e di San Carlo in Piazza San Carlo, sullo sfondo via Roma - Illuminazione del Duomo di Torino, realizzata da Guido Chiarelli - Tipici lampioni progettati da Guido Chiarelli per l'illuminazione di Villa Genèro, 1961 - Illuminazione della Basilica di Superga realizzata da Guido Chiarelli, 1963 - Corso Vittorio Emanuele II illuminato negli anni '60 con i tipici lampioni siringa - Anni '60: la Fontana Luminosa al Parco del Valentino - Anni '60: illuminazione del Mastio della Cittadella e monumento a Pietro Micca - Illuminazione del monumento a Massimo d'Azeglio, Parco del Valentino, 1961 - Illuminazione del Santuario della Consolata con la statua della Madonna, secondo il progetto di Guido Chiarelli, 1956 - Guido Chiarelli riceve dal Sindaco Andrea Guglielminetti la medaglia d'oro per la sua carriera quarantennale - 22 ottobre 1968 - Scoprimento di una targa commemorativa per Guido Chiarelli al Parco del Valentino, Torino 3 luglio 2019 - Targa a perenne ricordo di Guido Chiarelli, posta dal Comune di Torino nel Parco del Valentino - Nuova targa scoperta al Parco del Valentino il 4 gennaio 2021 - La figlia Lidia presenzia lo scoprimento della nuova targa commemorativa (4 gennaio 2021) - Targa commemorativa inaugurata a Caltanissetta il 28 dicembre 2023 - Il nome di Guido Chiarelli è inserito nella lista degli alunni illustri del Politecnico di Torino (Mostra "L'istituzione a Torino dell'università e del politecnico" organizzata presso la Circoscrizione 1 - Torino Crocetta - Novembre 2024) |